# Allied Irish Banks
Allied Irish Banks, p.l.c. (AIB) (irl. Bainc-Aontas Éireann) to bank komercyjny z siedzibą w Irlandii. Założony w 1966 roku z fuzji trzech banków: Provincial Bank of Ireland, Royal Bank of Ireland, oraz Munster & Leinster Bank, jego centrala mieści się w Dublinie. AIB należy do „Wielkiej Trójki” największych banków irlandzkich. Jego główny konkurent to Bank of Ireland.
Spółka giełdowa była notowana na Irlandzkiej Giełdzie Papierów Wartościowych oraz na New York Stock Exchange, w Londynie i Frankfurcie.
Akcjonariuszem większościowym jest irlandzki skarb państwa poprzez ministra finansów.

## Kryzys w 2008 r.
Po kłopotach z tzw. „złymi kredytami” rząd Irlandii zdecydował się wspomóc AIB kwotą 3,5 miliarda euro. W zamian za pomoc państwo obejmie uprzywilejowane akcje banku.
24 grudnia 2010 Sąd Najwyższy Irlandii zezwolił irlandzkiemu rządowi na przejęcie Allied Irish Banks bez zgody akcjonariuszy, rząd objął 92% akcji banku, co oznacza jego nacjonalizację. W decyzji tej Sąd Najwyższy Irlandii nakazał także bankowi przenieść się z londyńskiej oraz głównej dublińskiej giełdy na Enterprise Securities Market (mniejszy irlandzki parkiet). Od 2018 notowany na Irish Stock Exchange.

## Działalność w Polsce
W 1995 AIB został akcjonariuszem mniejszościowym Wielkopolskiego Banku Kredytowego, a w 1999 akcjonariuszem większościowym Banku Zachodniego. W 2001 oba banki zostały połączone i powstał Bank Zachodni WBK, który pozostawał częścią irlandzkiej grupy kapitałowej do 2011, kiedy polski bank został sprzedany do Banco Santander.